# White Tiger (Hector Ayala)
White Tiger (Hector Ayala) es un personaje ficticio que aparece en los cómics estadounidenses publicados por Marvel Comics. El personaje es el primero en usar el nombre de White Tiger y fue creado por Bill Mantlo y George Pérez. De origen puertorriqueño, White Tiger fue el primer personaje principal latinoamericano en la historia de los cómics estadounidenses y el primer superhéroe hispano de Marvel.Héctor es el tío de Angela del Toro y el hermano de Ava Ayala.
Hector Ayala aparece en la serie de televisión del Universo cinematográfico de Marvel Daredevil: Born Again (2025), interpretado por Kamar de los Reyes.

## Diseño y creación
Cuando se tomó la decisión de convertir al White Tiger en el personaje principal de Deadly Hands of Kung Fu, con los Hijos de los Tigres como personajes secundarios, Bill Mantlo pretendía representar adecuadamente los "barrios marginales de la ciudad de Nueva York".Creyendo que, por ser puertorriqueño, George Pérez tenía un "conocimiento íntimo" de la vida cotidiana en el sur del Bronx durante la década de 1970, se acercó al artista con una propuesta para crear un "personaje que reflejara esa sombría realidad".Debido al estilo monocromático de Deadly Hands of Kung Fu, el concepto inicial para el traje de White Tiger era simplemente el traje de Spider-Man "sin ningún detalle".Con esta idea, Pérez diseñó el aspecto visual del personaje, para satisfacción de ambos, ya que se consideró elegante y funcionó bien dentro de las limitaciones de la paleta.
El artista afirmó que Mantlo, con conciencia social, "probablemente era más consciente de la importancia de crear al primer superhéroe latino" y describió el proceso de creación de White Tiger como "orgánico" debido a sus antecedentes.Pérez nombró a ese personaje en honor a algunos de sus "amigos del vecindario", le dio un rostro que recordaba a su hermano David y a una madre basada en el suyo.El artista ilustró el entorno del personaje basándose en sus propias experiencias en el centro de la ciudad.El aspecto "estilizado" tenía la intención de enfatizar la palabra "blanco" y adaptarla al formato, pero Pérez luego se arrepintió de no haber agregado rayas al diseño.El conjunto de movimientos en sus ilustraciones estaba compuesto por artes marciales "exageradas".Al volver a visitar Ayala en 2021, Daniel José Older señaló que no pondría en cursiva las palabras "cuando [se deslizara] de un lado a otro [entre el español y el inglés] sin problemas". El autor basó su relato en un ensayo que había escrito para The New York Times titulado “Incendios de basura por la libertad: cuando activistas puertorriqueños tomaron las calles de Nueva York”.

## Historia de la publicación
Después de su debut en Deadly Hands of Kung Fu # 19, el personaje aparece posteriormente en Deadly Hands of Kung Fu # 20-24 (enero-mayo 1976), # 26-27 (julio-agosto 1976), # 29-32 (octubre 1976 a enero de 1977), The Spectacular Spider-Man # 9-10 (agosto-septiembre de 1977), Human Fly # 8-9 (abril-mayo de 1978), The Spectacular Spider-Man # 18-21 (mayo-agosto 1978), The Defenders # 62-64 (agosto-octubre 1978), The Spectacular Spider-Man # 22-23 (septiembre-octubre de 1978), # 25-26 (diciembre 1978-enero de 1979), # 29-31 (abril-junio de 1979), # 51-52 (febrero-marzo de 1981), Spidey Súper Historias # 57 (marzo de 1982), Daredevil # 38-40 (diciembre de 2002-febrero de 2003), y Daredevil # 69 (marzo de 2005).
White Tiger recibió una entrada en el original Manual Oficial del Universo Marvel # 14. Él apareció como parte de los "Hijos del Tigre" entrada en el Manual Oficial del Universo Marvel Deluxe Edition # 12. White Tiger recibió su propia entrada en el Manual Oficial del Universo Marvel Maestro Edición # 11. Ayala aparece en el one-shot Marvel's Voices: Comunidades #1 (octubre de 2021) en una historia titulada "Pa'lante Juntos", mientras que su legado se explora más a fondo en otra que presenta a Ava llamada "Legados".Reaparece en Marvel's Voices: Community Vol. 2 #1 (septiembre de 2022) como un personaje de flashback en "Secret Savior".

## Biografía
Hector Ayala nació en San Juan, Puerto Rico. Como estudiante de la universidad en la Universidad Empire State de Nueva York, descubrió los amuletos del tigre que anteriormente usado y desechado por los Hijos del Tigre. Vestido con los tres amuletos, se transformó en White Tiger. Él descubrió que el uso de todos los pendientes a la vez aumentó su fuerza y le dio la habilidad casi sobrehumana en las artes marciales.
En su alter ego, Ayala entró en acción por primera vez frente a una pandilla callejera. Él entonces luchó contra el Prowler, que le cree que es un asesino. White Tiger luchó con la Sota de Corazones, que también cree que fuera detrás del asesinato de su padre. El luchó contra unos asaltantes disfrazados sin nombre de la Corporación cártel del crimen, que amenazaban a su hermana y Jack de corazones. Junto a Jack de Corazones, Shang-Chi, y Puño de Hierro, White Tiger luchó contra Stryke y otros agentes de la Corporación, y se enteró de que su hermano Filippo estaba tratando de encontrar un empleo con Fu Manchu. Hector luego se encontró con los Hijos del Tigre.
Ayala fue suplantado por el profesor Vásquez, y luchó con Spider-Man en la confusión.La identidad secreta de Ayala fue posteriormente expuesto públicamente por el villano Lightmaster. Además de Spider-Man y Daredevil, luego ellos lucharon con el enmascarado Maraude, Darter, y Carrión. Ayala fue posteriormente asesinado por Gideón Mace y casi lo mató. Pero fue operado para quitarle las balas, y se recuperó. Después de haber ganado una adicción psicológica y física saludable para los amuletos tigre, Héctor abandonó su identidad como White Tiger. Le dio los amuletos a un detective privado apodado Blackbird, que los devolvió a los Hijos del Tigre. Hector luego se trasladó hacia el oeste con su novia Holly Gillis.
Después de un tiempo, la llamada a ponerse los amuletos y luchar contra el mal se hizo demasiado fuerte y Héctor, una vez más se convirtió en White Tiger. Poco después, Héctor fue acusado injustamente de asesinato y condenado a pesar de los esfuerzos de su abogado, Matt Murdock (Daredevil). Hector Ayala fue muerto a tiros tratando de escapar, poco antes de la evidencia que surgió tardíamente que demostró su inocencia.

### Legado Familiar
Angela Del Toro, sobrina de Héctor y un agente del FBI, heredó los amuletos del Tigre de Jade. Angela dejó el FBI para comprender los amuletos, y fue entrenado en el uso de sus poderes por Daredevil, convirtiéndose en la última persona a asumir la identidad de White Tiger, antes de ser asesinada por La Mano y resucitada como su sirviente.Después de haber sido curada por Tarántula Negra, ella se unió a Daredevil en la Mano.
La hermana adolescente de Héctor, Ava Ayala apareció más adelante como la nueva White Tiger.

## Poderes y habilidades
Héctor llevaba los tres amuletos místicos del tigre (por cabeza y dos patas), que eran verdes en algunas versiones y amarillo en los otros, desde el ámbito extradimensional de K'un-L'un , que eran originalmente usado por los Hijos del Tigre (Abe Marrón, Bob Diamond, y Lin Sun). Al usar los amuletos, de Héctor posee fuerza física, velocidad, resistencia, agilidad, destreza, reflejos y reacciones, la coordinación, el equilibrio y la resistencia fueron todo mejorado, aunque no hasta el punto de ser invencible. El amuleto también le confirió la experiencia y habilidades de un artista marcial maestro. Únicamente poseía sus habilidades mejoradas cuando se lleva los tres amuletos, que los enemigos hicieron de ventajas.

## Otras versiones

### House of M
Hector aparece en la Casa de M. Él es capturado por la Hermandad, que amenazan a su familia. Él envía a su familia a América del Sur y la envía, por correo, su amuleto de Angela Del Toro.

### MC2
Hector Ayala aparece como White Tiger en la realidad de MC2.

## En otros medios

### Televisión
- Hector Ayala / White Tiger aparece en la segunda temporada de Ultimate Spider-Man, episodio 4 "Kraven el Cazador". Esta versión es el segundo individuo en actuar como White Tiger y el padre de Ava Ayala, quien fue asesinado por el epónimo Kraven el Cazador años antes; Ava posteriormente tomó el manto.
- Hector Ayala / White Tiger aparece en la serie de televisión de Disney+ Daredevil: Born Again (2025), que forma parte del Universo cinematográfico de Marvel, interpretado por Kamar de los Reyes.[28][29]El se convirtió en cliente de Matt Murdock cuando fue arrestado bajo cargos falsos de asesinato a un policía.[30]Tras ser absuelto de todos los cargos por Murdock, Héctor patrulla como White Tiger y es asesinado por un hombre con el emblema de Punisher.[31]